# Monet et Goyon

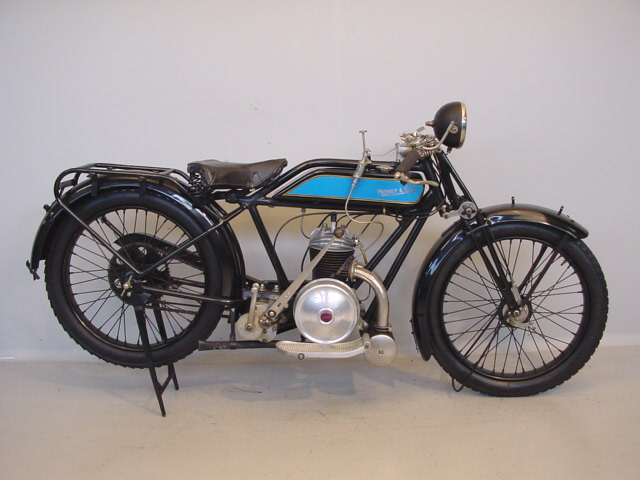
Motorrad von 1927

Monet et Goyon war ein französischer Hersteller von Motorrädern und Automobilen.

## Firmengeschichte
Monet et Goyon war ab 1917 eine der führenden Motorradmarken Frankreichs und hatte ihren Sitz in der Rue de Pavillon 57, später in der Rue Rambuteau 44 in Mâcon. 1957 schloss das Unternehmen.

## Motorradproduktion
Es wurden Zweitaktmotoren mit Hubräumen von 172 bis 346 cm³ der englischen Firma Villiers Ltd, teilweise in Lizenz gefertigt, in die eigenen Motorräder eingebaut. Viertaktmodelle konnten ebenfalls angeboten werden durch Verwendung von Schweizer M.A.G. – Motoren mit 348 und 498 cm³ Hubraum. In der zweiten Hälfte der 1920er Jahre kam Koehler-Escoffier zu Monet et Goyon. Die beiden Marken wurden aber beibehalten. Nach 1945 wurden bis 1957 hauptsächlich Zweitakter mit 100 bis 250 cm³ Hubraum produziert.
Zahlreiche Siege auf Monet et Goyon Motorrädern fuhren u. a. die Rennfahrer Sourdot, Hommaire, Goussorgues, Debaisieux sowohl mit Zwei- als auch mit Viertaktmodellen von 172 bis 500 cm³ Hubraum ein.

## Automobilproduktion
Neben den Motorrädern wurden auch drei- und vierrädrige Fahrzeuge hergestellt.

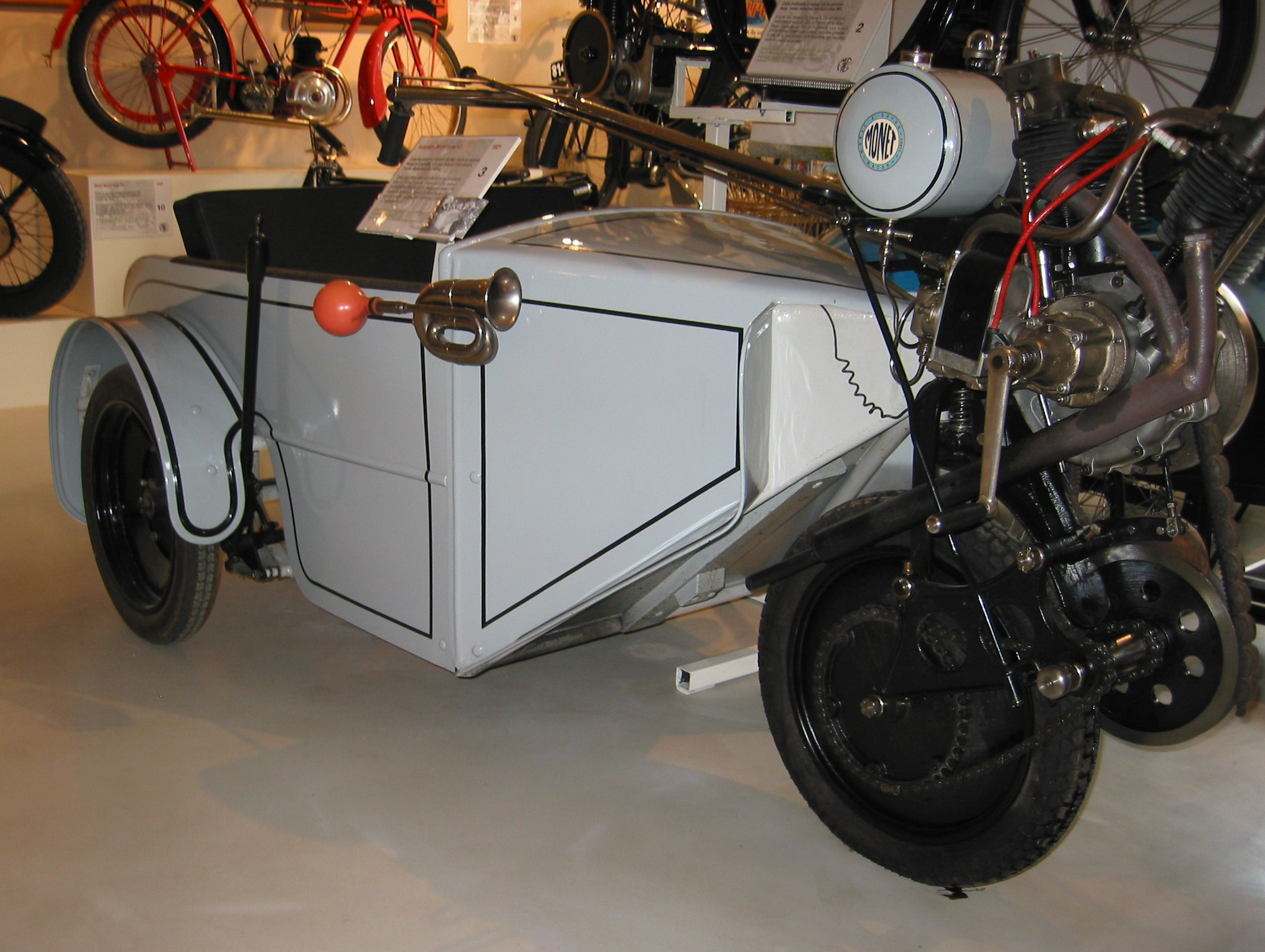
Monet et Goyon Buggy von 1921

### Buggy (1917–1923)
Dies war ein Dreirad, bei dem sich das einzelne Rad vorne befand. Der Motor war über dem Vorderrad montiert. Die Motoren kamen von Anzani und M.A.G.

### Velocimane (1920–1924)
Dies war ein Dreirad mit einzelnem Vorderrad, aber Heckmotor und Heckantrieb, und wurde als Einsitzer angeboten.

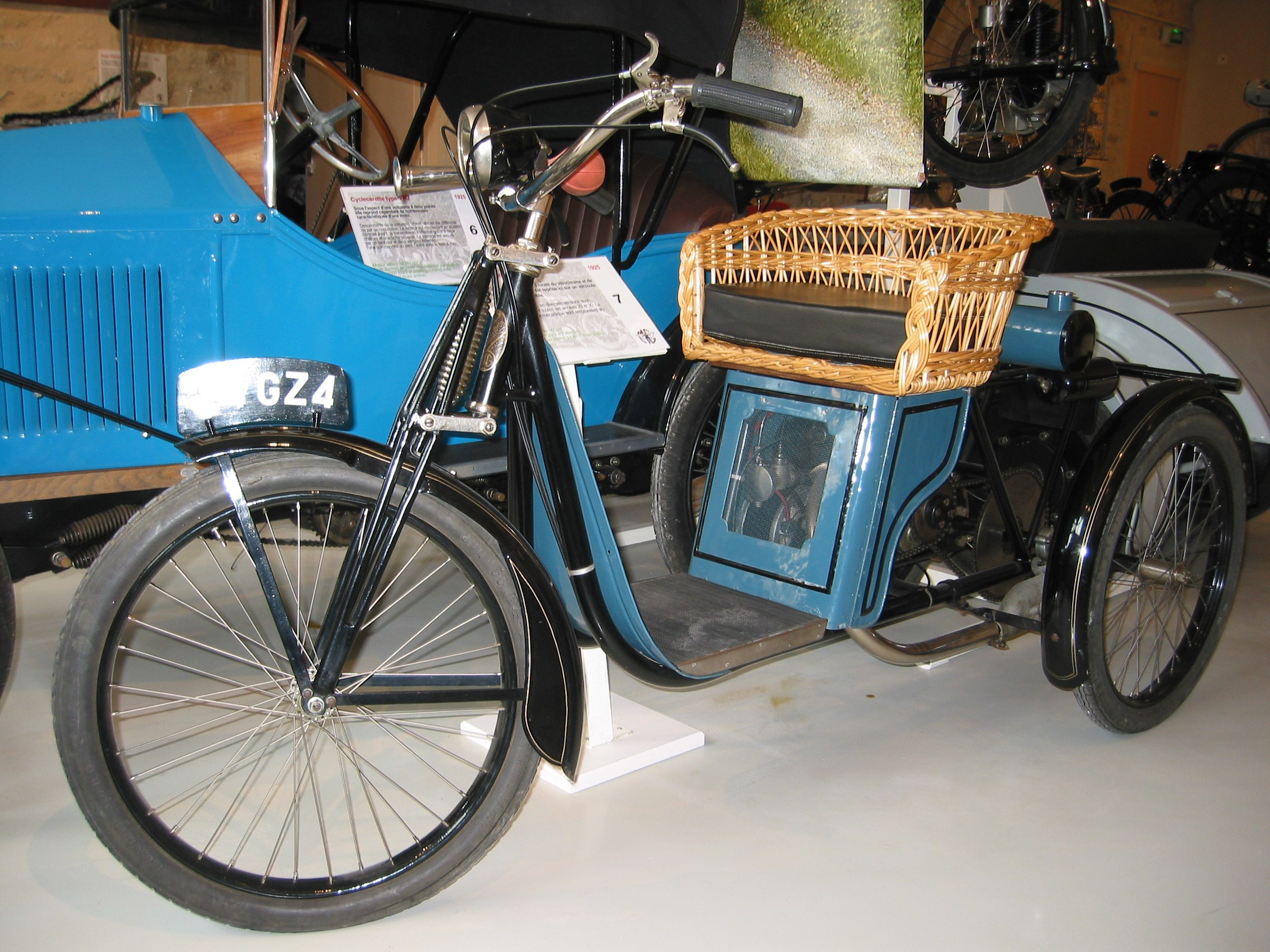
Monet et Goyon Automouche von 1925

### Automouche (1920–1949)
Dies war wie der Velocimane ein Dreirad mit einzelnem Vorderrad, Heckmotor und Heckantrieb. Anfangs nur als Einsitzer produziert, folgten 1923 Zweisitzer, bei denen die Personen Rücken an Rücken saßen, und 1925 Zweisitzer, bei denen die Sitze hintereinander angeordnet waren.

### Cyclecarette Prototyp (1921)
Das erste vierrädrige Fahrzeug blieb ein Prototyp. Der Motor war als Mittelmotor eingebaut. Das Fahrzeug bot zwei Personen nebeneinander Platz.

### Cyclecarette (1922–1923)
In der Serienversion wies der Cyclecarette nur drei Räder auf. Das einzelne Rad befand sich hinten. Der Motor war vor dem Hinterrad montiert. Angeboten wurden Einsitzer, Einsitzer mit vorderem Ladekasten, Einsitzer mit vorderem Notsitz sowie Zweisitzer mit zwei Sitzen nebeneinander, dann auch mit etwas mehr Karosserie.

### VM (1924–1927)
Dies war das einzige vierrädrige Fahrzeug, das in Serienproduktion ging. Hergestellt wurden die Typen VM und VM2. Der Motor war vorne montiert und trieb die Hinterräder über eine Kette an. Es wurden Einzylindermotoren von Villiers und Anzani verbaut. Der Motor von Villiers hatte 350 cm³ mit einer Bohrung von 79 mm und einem Hub von 70 mm. Die Motorleistung lag bei 6 PS (4,5 kW) bei 3000/min. Das Getriebe hatte drei Gänge. Es waren zwei Sitze nebeneinander angeordnet. Gebremst wurden nur die Hinterräder. Das Fahrzeug hatte eine Masse von 180 kg.

### Tri-Monet (1930–1941)
Im Prinzip war das hintere Teil des Fahrzeugs ein Motorrad mit Motor, und das Vorderteil war ein Beiwagen, der tief zwischen den beiden Vorderrädern angeordnet war.